# Chris Thompson
Chris Thompson (n. 30 noiembrie 1978, Roseburg⁠(d), Oregon, SUA) este un înotător ce a reprezentat Statele Unite ale Americii, medaliat olimpic. A participat la o ediție a Jocurilor Olimpice (2000) în care a câștigat două medalii de bronz.